# Fader Frost
Fader Frost (russisk: Дед Мороз, tr. Ded Moroz; dansk: ~ Bedstefar Frost) er en sagn- og eventyrfigur i østslavisk folkedigtning, hvor han optræder som vinterkonge og skovens mægtige hersker. Tidligt i 1900-tallet blev skikkelsen en del af den russiske nytårsfejring med omtrent samme rolle som julemanden i de vestlige lande. Efter 1935 blev Fader Frost kendt som nytårsnisse over hele det tidligere Sovjetunionen og i Østblokken.
Fader Frosts officielle residens påståes at ligge i den hviderussiske del af Białowieska nationalpark.